# Viktor Malcev
Viktor Malcev (3. listopadu 1920 Konibodom – 20. ledna 2002 Praha) byl český tanečník, choreograf a taneční kritik. Jeho první manželka byla baletní mistryně Olga Skálová.

## Život
Narodil se v tádžikistánském městě Konibodom, a jelikož se Tádžikistán následně stal součástí SSSR, byli někteří obyvatelé nuceni vyhledat exil. Mezi ně patřili i jeho rodiče, kteří v roce 1922 přicestovali do Prahy v Československu, která nabídla exulantům pomoc. Jeho otec, rakousko-uherský zajatec z 1. světové války, se s jeho matkou, Ruskou, nikdy nevzali a po opakovaném domácím násilí odešla Viktorova matka od otce do Moravské Třebové, kde byla možnost bezplatného studia dětí ruských emigrantů na gymnáziu. Studoval zde až do roku 1932 a po absolvování žižkovské měšťanky pokračoval na strojní škole, kterou však již studoval dálkově jako učeň ruské strojní a zámečnické dílny v Praze.
S tancem se seznámil už jako dítě. Studoval v taneční škole Heleny Štěpánkové v budově Hlaholu a od roku 1933 pokračoval u Jelizavety Nikolské, kdy jednou i obě školy studoval současně. V letech 1938 až 1940 už tančil ve Švandově divadle pod vedením baletního mistra a choreografa Rudolfa Macharovského, u kterého se i učil step, a krátce v roce 1940 působil také v nuselském Tylově divadle. Díky turné po Rakousku se skupinou tehdejší primabaleríny Jelizavety Nikolské byl možná přijat v roce 1941 právě Nikolskou do souboru Národního divadla. Svou první rolí kankánového tanečníka zde ztvárnil 19. září 1941 na derniéře baletu Peer Gynt a v roce 1943 dosáhl postu sólisty. Když 31. srpna 1944 došlo k uzavření divadel, odešel do Vídeňské Státní opery, kde se zdokonaloval ve stepu u Harise Plucise. Zpátky do Národního divadla se vrátil krátce po osvobození v květnu 1945, ale na začátku divadelní sezony téhož roku přijal nabídku od Emila Františka Buriana na angažmá v baletním sboru v Mahenovém divadle v Brně, kde na jeho klasickou techniku měl později vliv Ivo Váňa Psota. Zde vystupoval s Olgou Skálovou, se kterou se v roce 1950 oženil. Mimo toho vyučoval na Konzervatoři Brno.
Na pozvání Saši Machova v roce 1952 odešli s manželkou Olgou do Národního divadla v Praze. Během svého působení v divadle ztvárnil řadu rolí, například Prince v Labutím jezeru a Šípkové Růžence, Romea v Romeovi a Julii, Othella ve stejnojmenném baletu, Gireje v Bachčisarajské fontáně, Vezíra v Sedmi krasavicích a Legendě o lásce a Myslivce ve Viktorce. V letech 1952 až 1954 vyučoval na Pražské konzervatoři a v roce 1957 absolvoval stáž na Moskevské choreografické škole u Michaila Markoviče Gaboviče. Následně od roku 1958 do 1964 vyučoval partnerský tanec na HAMU a externě od roku 1964 i na Státní baletní škole v Berlíně. V Národním divadle působil až do svého odchodu do důchodu, kde se zde rozloučil v roli Sutána Šahriara v Šeherezádě 15. prosince 1972.
Po odchodu do penze zastával pozici šéfa baletu v letech 1974 až 1977 ve Státním divadle Zdeňka Nejedlého v Ústí nad Labem a v divadelní sezoně 1990/1991 v Moravském divadle Olomouc. Mimo toho se věnoval taneční kritice především pro Rudé právo, časopis Scéna, Taneční listy, nebo Tvorby. Zemřel 20. ledna 2002 v Praze a je pohřben na pravoslavném hřbitově na Olšanech se svou druhou ženou Alenou.

## Ocenění
- 1963 titul zasloužilý umělec
- 1996 Senior Prix nadace Život umělce
- 1997 Cena Thálie za celoživotní taneční mistrovství